# Apple Music
Apple Music là dịch vụ truyền phát nhạc và video được phát triển bởi Apple Inc. Người dùng chọn nhạc để truyền phát đến thiết bị của họ theo yêu cầu hoặc họ có thể nghe danh sách nhạc được quản lý hiện có. Dịch vụ này cũng bao gồm đài phát thanh Internet Apple Music 1 (trước đây là Beats 1), phát sóng trực tiếp tới hơn 100 quốc gia, 24 giờ một ngày. Dịch vụ được công bố vào ngày 8 tháng 6 năm 2015 và ra mắt vào ngày 30 tháng 6 năm 2015 tại hơn 100 quốc gia trên toàn thế giới. Người đăng ký mới có được thời gian dùng thử miễn phí ba tháng trước khi dịch vụ yêu cầu đăng ký hàng tháng.
Ban đầu chỉ là một dịch vụ âm nhạc, Apple Music bắt đầu mở rộng thành video vào năm 2016. Giám đốc điều hành Jimmy Iovine đã tuyên bố rằng ý định cho dịch vụ này là trở thành một "nền tảng văn hóa" và Apple thông báo muốn dịch vụ này trở thành "cửa hàng một cửa cho văn hóa nhạc pop". Công ty đang tích cực đầu tư mạnh vào việc sản xuất và mua nội dung video, cả về video âm nhạc và cảnh quay buổi hòa nhạc hỗ trợ phát hành âm nhạc, cũng như loạt web và phim truyện.
Phiên bản Apple Music gốc của iOS nhận được nhiều ý kiến trái chiều, với những lời chỉ trích hướng tới giao diện người dùng được coi là "không trực quan". Tuy nhiên, nó đã được ca ngợi vì tuyển chọn danh sách phát, thư viện bài hát khổng lồ để phát trực tuyến và tích hợp với các thiết bị và dịch vụ khác của Apple. Trong iOS 10, ứng dụng đã nhận được thiết kế lại đáng kể, nhận được đánh giá tích cực cho giao diện được cập nhật với ít sự lộn xộn hơn, điều hướng được cải thiện và nhấn mạnh hơn vào thư viện của người dùng. Apple Music nhanh chóng trở nên phổ biến sau khi ra mắt, vượt qua cột mốc 10 triệu người đăng ký chỉ sau sáu tháng. Dịch vụ này có gần 80 triệu thuê bao trên toàn thế giới tính đến tháng 6 năm 2021.

Nhạc lossless qua ALAC đã được thêm vào Apple Music vào tháng 6 năm 2021 mà không tính thêm phí cho tất cả người đăng ký.  Độ trung thực tối đa của nhạc lossless trên Apple Music là 24 bit/192 kHz.

## Giải thưởng
Giải thưởng Echo cho Đối tác thương mại của năm

## Miêu tả
Apple Music cho phép người dùng truyền phát hơn 70 triệu bài hát đến thiết bị của họ theo yêu cầu. Dịch vụ này cung cấp danh sách nhạc được quản lý bởi các chuyên gia âm nhạc và các đề xuất phù hợp với sở thích âm nhạc của người dùng. Apple Music 1, đài phát thanh 24 giờ của dịch vụ do DJ Zane Lowe dẫn đầu, phát sóng trên hơn 100 quốc gia. Dịch vụ Apple Music 1 miễn phí cho tất cả người dùng, ngay cả khi không đăng ký Apple Music. Người đăng ký Apple Music có thể tạo hồ sơ để chia sẻ nhạc của họ với bạn bè và theo dõi những người dùng khác để xem nhạc họ đang nghe một cách thường xuyên. Việc sử dụng iCloud của Apple Music, phù hợp với các bài hát của người dùng với các bài hát được tìm thấy trên dịch vụ, cho phép người dùng kết hợp thư viện nhạc iTunes của họ với thư viện Apple Music và nghe nhạc tất cả ở một nơi. Ngoài ra, dịch vụ này được tích hợp rất nhiều vào các dịch vụ nội bộ của Apple như trợ lý giọng nói cá nhân Siri cũng như giao thức truyền phát âm thanh và video AirPlay của họ. Kể từ cuối năm 2019, người dùng cũng có khả năng truy cập phiên bản đầy đủ của Apple Music thông qua trình phát web do Apple thiết kế ở phiên bản beta.
Giao diện của Apple Music bao gồm năm tab: "Thư viện", "Dành cho bạn", "Duyệt", "Radio" và "Tìm kiếm". Tab "Thư viện" hiển thị bộ sưu tập nhạc của người dùng, với các tùy chọn để xem các bài hát theo "Danh sách phát", "Nghệ sĩ", "Album", "Bài hát" hoặc "Nhạc đã tải xuống". Bên dưới các tùy chọn này, tab cũng hiển thị nhạc gần đây được thêm vào thư viện của người dùng. Tab "Dành cho bạn" đề xuất nhạc cho người dùng dựa trên thị hiếu âm nhạc của họ. Các lựa chọn chuyên gia của con người bổ sung cho việc quản lý thuật toán, trong khi người dùng có thể "Thích" và "Không thích" để cải thiện thêm các đề xuất âm nhạc. "Duyệt" hiển thị các bản phát hành album mới từ các nghệ sĩ, danh sách phát do nhóm Apple Music quản lý, các bản phát hành album sắp phát hành, cũng như các danh mục khác nhau bao gồm "Thể loại", "Tâm trạng", "Biểu đồ hàng đầu" và "Video nhạc". Tab "Radio" kết hợp Apple Music 1 và các đài phát thanh khác phát nhạc cụ thể theo thể loại hoặc liên quan đến nghệ sĩ, tùy thuộc vào sở thích của người dùng. Không giống như các dịch vụ radio truyền thống, tính năng radio trong Apple Music cho phép người dùng bỏ qua các bài hát, xem các bài hát đã phát trước đó trên đài, cũng như xem các bài hát đang phát tiếp theo. Tab "Tìm kiếm" có hộp tìm kiếm nơi người dùng có thể tìm kiếm nghệ sĩ, album, người dùng Apple Music hoặc bài hát theo tên hoặc theo lời bài hát. Bên dưới hộp tìm kiếm, một danh sách các tìm kiếm gần đây của người dùng và các tìm kiếm xu hướng chung trên dịch vụ được hiển thị.
Khi một bài hát đang phát, một thanh "Đang phát" xuất hiện phía trên thanh điều hướng phía dưới. Khi được xem, phần Now Playing cho phép người dùng thêm bài hát vào thư viện của họ, tải xuống thiết bị của họ và thích hoặc không thích bài hát để cải thiện các đề xuất trên tab "Dành cho bạn". Các chức năng khác của phần "Đang phát" bao gồm khả năng kiểm soát những gì âm nhạc phát tiếp theo và đặt các bài hát trên shuffle hoặc lặp lại. Ngoài ra, người dùng có thể xem lời bài hát trực tiếp của bài hát họ đang nghe qua thẻ đang phát, hiển thị lời bài hát của bài hát được đồng bộ hóa với thời gian trong khi nó phát cho người dùng.
Mỗi trang nghệ sĩ bao gồm một biểu ngữ hồ sơ và nút "Phát" tự động tạo một đài phát thanh dựa trên nghệ sĩ. Các trang nghệ sĩ cũng bao gồm các phần cho các bản phát hành nổi bật, album, đĩa đơn, bài hát hàng đầu và thông tin cơ bản. Người dùng Apple Music có khả năng tạo hồ sơ của riêng họ trên dịch vụ, do đó cho phép họ theo dõi những người dùng khác và xem những người theo dõi họ đang nghe nhạc gì.
Người dùng cũng có thể xem các bài hát, nghệ sĩ và album được chơi nhiều nhất trong cả năm thông qua một tính năng có tên Apple Music Replay, có thể truy cập trên tab "For You".
Dịch vụ này tương thích với các thiết bị iOS chạy phiên bản 8.4 trở lên, Thiết bị iPadOS chạy phiên bản 13.0 trở lên, Ứng dụng nhạc trên macOS Catalina trở lên, iTunes phiên bản 12.2 trở lên cho PC Windows, cũng như Apple Watch, Apple TV, Apple CarPlay và Apple HomePod. Nó cũng có sẵn cho các thiết bị Android chạy phiên bản 4.3 trở lên, thiết bị Chrome OS, thiết bị Amazon Echo và loa Sonos. Đối với các thiết bị không có ứng dụng gốc, Apple Music khả dụng trên web với trình phát web ở phiên bản beta.